# Mestský futbalový klub Zemplín Michalovce
Il Mestský futbalový klub Zemplín Michalovce, meglio noto come Zemplín Michalovce, è una società calcistica slovacca con sede nella città di Michalovce. Milita nella Superliga, la massima divisione del campionato slovacco.

## Storia
La società venne fondato nel 1912.
Il 13 giugno 2015, sconfiggendo per 2 a 0 il MFK Skalica nella partita decisiva, si è assicurato il primo posto in 2. Liga e la conseguente prima promozione in Superliga. Nella Superliga il club ha sempre lottato per la salvezza, trovandola in ogni occasione. Nella stagione 2016-2017 il club ha raggiunto le semifinali di coppa di Slovacchia.

## Allenatori
- Vlastimil Petržela (2010-2012)
- Albert Rusnák (2012-2014)
- Jozef Bubenko (2013)
- Ondrej Duda (2014)
- František Šturma (2014-)

## Palmarès

### Competizioni nazionali
- 2. Liga: 1

2014-2015

### Altri piazzamenti
- Coppa di Slovacchia:

Semifinalista: 2016-2017, 2018-2019
- 2. Liga:

Secondo posto: 2003-2004, 2013-2014

## Rivalità
Le più grandi rivali del club sono squadre della Slovacchia orientale come MFK Košice, 1. FC Tatran Prešov, Partizán Bardejov, FK Bodva Moldava nad Bodvou, 1. HFC Humenné e TJ FK veľké revištia. Altre rivalità minori sono quelle con il Lokomotíva Košice, MFK Vranov nad Topľou, FK Slavoj Trebišov, FK Spišská Nová Ves, SK Odeva Lipany. Tuttavia, i sostenitori del club, cosiddetti Ultras Zemplín Michalovce, hanno mantenuto un buon rapporto con i tifosi del Kosice, a differenza della società.

## Organico

### Rosa 2024-2025
Aggiornata al 25 novembre 2024.
| N. |                                 | Ruolo | Calciatore             |
| -- | ------------------------------- | ----- | ---------------------- |
| 1  | Slovacchia (bandiera)           | P     | Benjamín Száraz        |
| 4  | Nigeria (bandiera)              | C     | Abdul Zubairu          |
| 5  | Grecia (bandiera)               | D     | Polydefkis Volanakis   |
| 6  | Slovacchia (bandiera)           | C     | Tibor Slebodník        |
| 7  | Svizzera (bandiera)             | A     | Adler                  |
| 8  | Giappone (bandiera)             | C     | Yushi Shimamura        |
| 9  | Slovacchia (bandiera)           | A     | Matúš Marcin           |
| 10 | Slovacchia (bandiera)           | C     | Igor Žofčák (capitano) |
| 11 | Gambia (bandiera)               | C     | Sainey Njie            |
| 12 | Ucraina (bandiera)              | P     | Andrij Kožuchar        |
| 13 | Nigeria (bandiera)              | C     | Wisdom Kanu            |
| 14 | Nigeria (bandiera)              | A     | Issa Adekunle          |
| 15 | Bosnia ed Erzegovina (bandiera) | D     | Saša Marjanović        |

| N. |                       | Ruolo | Calciatore      |
| -- | --------------------- | ----- | --------------- |
| 16 | Slovacchia (bandiera) | C     | Matúš Begala    |
| 17 | Slovacchia (bandiera) | D     | Filip Vaško     |
| 19 | Slovacchia (bandiera) | D     | Michal Ranko    |
| 20 | Slovacchia (bandiera) | A     | Lukáš Jánošík   |
| 21 | Slovacchia (bandiera) | D     | Daniel Magda    |
| 38 | Slovacchia (bandiera) | D     | Juraj Kotula    |
| 30 | Spagna (bandiera)     | C     | Brian Peña      |
| 40 | Slovacchia (bandiera) | D     | Jakub Sova      |
| 46 | Slovacchia (bandiera) | C     | Dávid Petrík    |
| 66 | Slovacchia (bandiera) | A     | Zoran Záhradník |
|    | Montenegro (bandiera) | D     | Zvonko Ceklić   |